# El Toro (Valencia)
El Toro egy község Spanyolországban, Castellón tartományban. El Toro Barracas, Bejís, Pina de Montalgrao, Sacañet, Torás, Abejuela, Manzanera és Albentosa községekkel határos. Lakosainak száma 262 fő (2024).

## Népesség
A település népessége az elmúlt években az alábbi módon változott:
| Lakosok száma | 314  | 292  | 288  | 292  | 279  | 256  | 252  | 256  | 239  | 262  |
|               | 2001 | 2004 | 2006 | 2009 | 2011 | 2014 | 2016 | 2019 | 2021 | 2024 |